# Wilfried Eza
Wilfried Kwassi Eza (Alépé, 28 dicembre 1996) è un calciatore ivoriano, attaccante del Čeljabinsk.

## Carriera
Ha giocato nella massima serie moldava, bielorussa ed armena, prima di trasferirsi, il 31 agosto 2023, agli austriaci del Ried.

## Palmarès

### Club

#### Competizioni nazionali
- Araǰin Xowmb: 1

Van Charentsavan: 2019-2020
- 2. Liga: 1

Ried: 2024-2025

### Individuale
- Capocannoniere della Coppa d'Armenia: 1

2022-2023 (3 reti, ex aequo con Moussa Bakayoko)